# 統一民族連邦評議会
統一民族連邦評議会（とういつみんぞくれんぽうひょうぎかい、英語: United Nationalities Federal Council、ビルマ語: ညီညွတ်သောတိုင်းရင်းသားလူမျိုးများဖက်ဒရယ်ကောင်စီ、略語：UNFC）は、かつて存在したミャンマーの少数民族武装組織からなる連合体である。

## 概要
UNFCは2011年にフェデラル連邦実現委員会 (Committee for the Emergence of Federal Union; CEFU)を改編して創設された少数武装組織の連合体である。発足時はミャンマーの11の武装組織が加盟していた。
少数民族居住地域の保護のため、様々な武装勢力の戦闘員で構成されるフェデラル連邦軍 (FUA) がUNFCによって設立されていた。
しかしながら、2014年のカレン民族同盟の脱退を皮切りに、構成団体の脱退が相次ぎ、Lintner (2023)は「2017年にUNFCは消滅した」としている。2019年8月、UNFCは緊急会議で停止を決定した。
UNFCを脱退したカチン独立軍・ミャンマー民族民主同盟軍・タアン民族解放軍・シャン州軍 (北)は連邦政治交渉協議委員会に加盟し、北部同盟を排除した非包括的な全国規模停戦合意に異を唱えた。

## 構成団体
UNFCは発足時12の組織で構成されていた。最終的に残ったのは5組織のみである。

### 停戦団体
- チン民族戦線（英語版） （2015年11月資格停止）[7]
- カレン民族同盟 （2014年9月脱退）[8]
- カレンニー軍
- ラフ民主同盟
- 新モン州党
- パオ民族解放機構 （2015年11月資格停止）
- シャン州軍 (北)

### 非停戦団体
- アラカン軍
- カチン独立軍 （2017年脱退）
- タアン民族解放軍 （2016年脱退）
- ワ民族機構 （2017年脱退）
- ミャンマー民族民主同盟軍 (2017年脱退)

## 指導者
- Chief: Nai Hong Sar (NMSP)
- Vice-chief: Naing Han Tha (NMSP)
- Secretary: Khu Oo Yel (KNPP)
- Co-secretary: U Tun Zaw (ANC)

## UNFCの崩壊
カチン独立軍が国軍からの軍事的圧力に晒された際にUNFCは何ら攻勢をかけることが出来ず、UNFC弱体化の原因となった。政府はUNFC加盟組織と個別交渉を行い、UNFCの存在意義を低減させた。また、Lintner (2023)はFUAの組織化がうまくいかなかったことも指摘している。